# Andreas Karlsson
Andreas John Karlsson (Ludvika, 19 agosto 1975) è un ex hockeista su ghiaccio svedese.

## Palmarès

### Mondiali
- 1 medaglia:
  - 1 oro (Lettonia 2006)